# NGC 4680
NGC 4680 este o galaxie spirală situată în constelația Fecioara. A fost descoperită în 27 mai 1835 de către John Herschel. Se află la o distanță de 30,06 de megaparseci de Pământ.